# Nikolaï Tomski
Nikolaï Vassilievitch Tomski (en russe : Никола́й Васи́льевич То́мский), né le 19 décembre 1900 à Ramouchevo dans le gouvernement de Novgorod et mort le 22 novembre 1984 à Moscou, est un sculpteur monumentaliste soviétique. On lui doit de nombreuses sculptures officielles représentant les dirigeants et hauts fonctionnaires du PCUS, notamment Lénine, Staline et Kirov.

## Biographie
Fils d'un forgeron, Nikolaï Tomski naît dans le village de Ramouchevo. À l'âge de vingt ans, il déménage à Staraïa Roussa où il est initié au dessin et à l'art plastique par Vassili Svarog (1883-1946), peintre itinérant et fondateur de la Maison du peuple de Staraïa Roussa. En 1923, il part pour Petrograd et intègre la faculté de sculpture de l'école d'arts appliqués (classe de Vsevolod Lichev) dont il sort diplômé en 1927. Il participe à sa première exposition à l'Hôtel particulier de la Kschessinska alors qu'il est encore étudiant, en 1925.
Lors de la Seconde Guerre mondiale, il reste dans Léningrad assiégé et continue à travailler, exécutant notamment le panneau sculpté Pour la Patrie pour les besoins de propagande installé devant la Bibliothèque nationale à l'angle de la perspective Nevski et de la rue Sadovaïa.
Après la guerre, il vit à Moscou et se forge une réputation de sculpteur officiel, immortalisant les hommes politiques et les héros de l'Union soviétique,. Il réalise également des œuvres monumentales urbaines, les pièces destinées à décorer le métro de Moscou et les gratte-ciel staliniens. Il enseigne à l'Institut des beaux-arts Vassili Sourikov à partir de 1948, et y occupe le poste de recteur en 1964-1970. Parallèlement en 1960-1968, il dirige les ateliers créatifs de l'Académie des beaux-arts de Léningrad. Il compte parmi ses élèves Ioulian Roukavichnikov.
Mort à Moscou, Nikolaï Tomski est inhumé au cimetière de Novodevitchi.
Après la dislocation de l'Union soviétique, plusieurs de ses œuvres glorifiant les dirigeants communistes sont démontées et détruites. Tel est le sort entre autres de la statue de Lénine installée à Berlin. Cet imposant monolithe de 19 mètres de haut est découpé en 120 morceaux et enterré dans les forêts environnantes. La tête de cette statue est retrouvée en 2015 et exposée lors de l'anniversaire des vingt-cinq ans de la chute du Mur de Berlin,.

## Œuvre
- Monument de Lénine à Tallinn (1950, démonté en 1991 et transféré à Pärnu où il reste décapité jusqu'en 2008, avant d'être recyclé)
- Monument de Lénine à Berlin (élevé sur la place Lénine à Friedrichshain en 1968-1969 et détruit en 1992)[6]
- Monument de Kirov à Pskov (1937, démonté lors de l'occupation allemande en 1942)
- Monument de Kirov à Léningrad (1938)
- Monument de Kirov à Voronej 1939, dans le square rue Lebedev
- Monument de Kirov à Kirovsk (1952)
- Monument de Lénine sur la place de l'Indépendance de Tachkent (1974)
- Monument de Nicolas Gogol (1952)[7]
- Tombe du Soldat inconnu (1967)

## Récompenses et distinctions
- Héros du travail socialiste : 1970
- ordre de Lénine : 1967, 1970, 1980
- ordre de la révolution d'Octobre : 1976
- ordre du Drapeau rouge du Travail : 1960
- médaille pour la Défense de Léningrad : 1943
- prix Lénine : 1972, pour le monument de Vladimir Lénine à Berlin (1970)
- prix Staline : 
  - 1941, pour le monument de Sergueï Kirov à Léningrad
  - 1948, pour le monument d'Ivan Tcherniakhovski à Vilnius
  - 1949, pour les sculptures des héros de la Seconde Guerre mondiale - Alexandre Pokrychkine, Piotr Pokrychev et Alekseï Smirnov
  - 1950, pour le monument du général Iossif Apanassenko à Belgorod et le bas-relief Lénine et Staline - fondateurs et dirigeants de l’État soviétique
  - 1952, pour le buste de Nicolas Gogol en marbre au cimetière de Novodevitchi
- prix d'État de l'URSS : 1979, pour le monument de Lénine à Tachkent
- ordre de Karl-Marx